# Зимний чемпионат России по плаванию 2006
Зимний чемпионат России по плаванию 2006 года прошёл с 14 по 18 марта в Пензе во дворце спорта «Олимпийский».
Турнир был отборочным для участия в чемпионате Европы (Будапешт, июль).
Первое место завоевала команда Пензенской области — 19 медалей: 8 золотых, 6 серебряных и 5 бронзовых.

## Призёры

### Мужчины

#### 50 м, вольный стиль
Андрей Капралов (Санкт-Петербург) — 23,05

 Альберт Мальцев (Тюменская область) — 23,46

 Евгений Лагунов (Санкт-Петербург) — 23,52

#### 100 м, вольный стиль
Андрей Капралов (Санкт-Петербург) — 50,78

 Евгений Лагунов (Санкт-Петербург) — 50,90

 Иван Усов (Омская область) — 51,70

#### 200 м вольный стиль
Максим Кузнецов (Калужская область) — 1.50,97

 Николай Скворцов (Калужская область) — 1.51,91

 Виталий Романович (Волгоградская область) — 1.52,18

#### 400 м, вольный стиль
Юрий Прилуков (Свердловская область) — 3.51,29

 Александр Селин (Москва) — 3.55,48

 Никита Лобинцев (Свердловская область) — 3.57,74

#### 800 м, вольный стиль
Юрий Прилуков (Свердловская область) — 7.53,12

 Никита Лобинцев (Свердловская область) — 8.04,40, ЮРР

 Валентин Уманец (Волгоградская область) — 8.05,48

#### 1500 м, вольный стиль
Евгений Дратцев (Ярославская область) — 15.29,31

 Валентин Уманец (Волгоградская область) — 15.29,89

 Даниил Серебряников (Волгоградская область) — 15.38,87

#### 50 м на спине
Сергей Маков (Алтайский край) — 26,19

 Аркадий Вятчанин (Ростовская область) — 26,38

 Сергей Остапчук (Приморский край) — 26,93

#### 100 м на спине
Аркадий Вятчанин (Ростовская область) — 56,13

 Евгений Алешин (Нижегородская область) — 56,86

 Сергей Маков (Алтайский край) — 56,90

#### 200 м, на спине
Александр Тарабрин (Волгоградская область) — 2.02,66

 Станислав Донец (Ульяновская область) — 2.02,87

 Сергей Остапчук (Приморский край) — 2.03,60

#### 50 м, брасс
Денис Гришин (ХМАО) — 29,06

 Дмитрий Коморников (Москва) — 29,14

 Сергей Гейбель (Новосибирская область) — 29,29

#### 100 м, брасс
Дмитрий Коморников (Москва) — 1.02,22

 Денис Гришин (ХМАО) — 1.03,08

 Григорий Фалько (Санкт-Петербург) — 1.03,15

#### 200 м, брасс
Андрей Иванов (Санкт-Петербург) — 2.14,82

 Григорий Фалько (Санкт-Петербург) — 2.16,02

 Сергей Герасимов (Омская область) — 2.17,57

#### 50 м, баттерфляй
Павел Королев (Санкт-Петербург) — 25.00

 Николай Скворцов (Калужская область) — 25,00

 Евгений Коротышкин (Москва) — 25.04

#### 100 м, баттерфляй
Николай Скворцов (Калужская область) — 53,95

 Евгений Коротышкин (Москва) — 54,27

 Максим Ганихин (Ростовская область) — 0.54,21

#### 200 м, баттерфляй
Николай Скворцов (Калужская область) — 1.59,66

 Анатолий Поляков (Ростовская область) — 2.01,08

 Максим Ганихин (Ростовская область) — 2.02,71

#### 200 м, комплексное плавание
Игорь Березуцкий (Волгоградская область) — 2.03,67

 Дмитрий Каледин (Пензенская область) — 2.05,34

 Павел Степанов (Санкт-Петербург) — 2.06,14

#### 400 м, комплексное плавание
Игорь Березуцкий (Волгоградская область) — 4.21,76

 Илья Воловник (Коми) — 4.27,37

 Андрей Крылов (Москва) — 4.28,21

#### Эстафета 4 х 100, вольный стиль
Санкт-Петербург-1 (Андрей Капралов, Андрей Гречин, Дмитрий Смирнов, Евгений Лагунов) — 3.22,65

 Москва-1 (Дмитрий Семёнов, Алексей Лапин, Григорий Степанов, Антон Степанов) — 3.25,91

 Омская область (Игорь Ивакин, Иван Усов, Алексей Захаров, Дмитрий Летницкий) — 3.27,55

#### Эстафета 4 х 200, вольный стиль
Москва-1 (Дмитрий Семёнов, Григорий Степанов, Алексей Лапин, Антон Степанов) — 7.29,25

 Сибирский ФО (Денис Родкин, Алексей Ковригин, Евгений Нацвин, Константин Колясников — 7.32,60

 Волгоградская область (Виталий Романович, Александр Колесников, Игорь Березуцкий, Даниил Серебряников) — 7.35,96

#### Комбинированная эстафета 4 х100
Москва-1 (Игорь Недолужко, Дмитрий Коморников, Евгений Коротышкин, Алексей Лапин) — 3.45,49

 Санкт-Петербург-1 (Дмитрий Смирнов, Григорий Фалько, Павел Королёв, Андрей Капралов) — 3.45,93

 Сибирский ФО (Сергей Маков, Сергей Гейбель, Алексей Ковригин, Владислав Аминов ) — 3.47,09

### Женщины

#### 50 м, вольный стиль
Светлана Федулова (Санкт-Петербург) — 26,18

 Ирина Леденева (Тульская область) — 26,59

 Вера Пентер (Санкт-Петербург) — 26,74

#### 100 м, вольный стиль
Наталья Ловцова (Волгоградская область) — 56,82

 Дарья Белякина (Рязанская область) — 56,91

 Мария Майрович (Краснодарский край) — 57,20

#### 200 м, вольный стиль
Дарья Белякина (Рязанская область) — 2.01,97

 Наталья Ловцова (Волгоградская область) — 2.03,13

 Виктория Малютина (Пензенская область) — 2.03,39

#### 400 м, вольный стиль
Анастасия Иваненко (Коми) — 4.14,95

 Лариса Ильченко (Волгоградская область) — 4.18,07

 Елена Соколова (Москва) — 4.18,25

#### 800 м, вольный стиль
Анастасия Иваненко (Коми) — 8.43,80

 Мария Булахова (Пензенская область) — 8.56,08

 Екатерина Селиверстова (Москва) — 8.58,59

#### 1500 м, вольный стиль
Анастасия Иваненко (Коми) — 16.36,79

 Елена Соколова (Москва) — 16.59,57

 Екатерина Селиверстова (Москва) — 17.10,64

#### 50 м на спине
Станислава Комарова (Москва) — 29,70

 Наталья Обвинцева (Челябинская область) — 30,16

 Ксения Москвина (Башкортостан) — 30,18

#### 100 м на спине
Станислава Комарова (Москва) — 1.02,36

 Мария Никитина (Москва) — 1.03,33

 Ксения Москвина (Башкортостан) — 1.03,64

#### 200 м на спине
Станислава Комарова (Москва) — 2.13,76

 Мария Никитина (Москва) — 2.16,56

 Оксана Шлапакова (Пензенская область) — 2.17.17

#### 50 м, брасс
Анна Кузьмичева (Санкт-Петербург) — 32,31

 Агата Волощук (Омская область) — 33,12

 Екатерина Кормачева (Москва) — 33,26

#### 100 м, брасс
Екатерина Кормачева (Москва) — 1.10,79

 Анна Кузьмичева (Санкт-Петербург) — 1.11,70

 Екатерина Уйменова (Пензенская область) — 1.12,15

#### 200 м, брасс
Екатерина Кормачева (Москва) — 2.30,38

 Виталина Симонова (Оренбургская область) — 2.33,14

 Светлана Истатова (Москва) — 2.33,54

#### 50 м, баттерфляй
Наталья Сутягина (Пензенская область) — 27,65

 Ирина Беспалова (Санкт-Петербург) — 27,73

 Василиса Владыкина (Омская область) — 27,95

#### 100 м, баттерфляй
Наталья Сутягина (Пензенская область) — 59,69

 Ирина Беспалова (Санкт-Петербург) — 59,94

 Анна Полякова (Вологодская область) — 1.01,57

#### 200 м, баттерфляй
Наталья Сутягина (Пензенская область) — 2.11,87

 Яна Мартынова (Татарстан) — 2.12,47

 Мария Булахова (Пензенская область) — 2.13,87

#### 200 м, комплексное плавание
Дарья Белякина (Рязанская область) — 2.18,40

 Виктория Малютина (Пензенская область) — 2.18,53

 Екатерина Рвянина (Пензенская область) — 2.20.22

#### 400 м, комплексное плавание
Анастасия Иваненко (Коми) — 4.47,24

 Екатерина Рвянина (Пензенская область) — 4.48,48

 Яна Мартынова (Татарстан) — 4.51,96

#### Эстафета 4 х 100, вольный стиль
Пензенская область (Виктория Малютина, Наталья Сутягина, Дарья Паршина, Ольга Ключникова) — 3.49,74

 Центральный ФО (Анна Смирнова, Ирина Леденёва, Марина Леденёва, Дарья Белякина) — 3.50,46

 Санкт-Петербург-1 (Ольга Шульгина, Светлана Федулова, Вера Пентер, Ирина Беспалова ) — 3.51,57

#### Эстафета 4 х 200, вольный стиль
Пензенская область (Виктория Малютина, Мария Булахова, Ольга Ключникова, Дарья Паршина) — 8.19,08

 Волгоградская область (Мария Майрович, Лариса Ильченко, Наталья Ловцова, Олеся Быстрова ) — 8.27,79

 Москва (Мария Уголькова, Екатерина Селиверстова, Елена Соколова, Елена Симонова ) — 8.28,17

#### Комбинированная эстафета 4 х 100
Пензенская область (Оксана Шлапакова, Анастасия Уйменова, Наталья Сутягина, Ольга Ключникова ) — 4.13,51

 Санкт-Петербург (Дарья Захарьева, Анна Кузьмичева, Ирина Беспалова, Светлана Федулова) — 4.14,62

 Приволжский ФО (Ксения Москвина, Виталина Симонова, Мария Булахова, Кира Володина) — 4.15,44